# Szombati Gille Ottó
Szombati Gille Ottó (Nagyvárad, 1930. január 29. – Nagyvárad, 2012. május 24.) erdélyi magyar színházi rendező, író.

## Élete
1954-ben végzett a kolozsvári Magyar Művészeti Intézetben. 1954-től 1990-es nyugdíjazásáig a nagyváradi színház rendezője. Közben 1957–58-ban a temesvári Állami Magyar Színház tagja.

## Munkássága
Rendezései száma körülbelül 80. A magyar és román tagozaton egyaránt rendezett. Ezenkívül, nyugdíjason több könyvet írt. Számtalan újságcikket és tanulmányt közölt. Tevékenységéért több díjat és kitüntetést kapott.
„A modern nyugati drámairodalom rendhagyó szerkezetű, különleges lélektani drámáit állította színpadra. Előadásai látványként is megkapóak, néha titokzatosak voltak.”

### Fontosabb rendezései
- Móricz Zsigmond: Rokonok
- Szophoklész: Antigoné
- Dürrenmatt: A fizikusok  és Play Strindberg
- Miller: Salemi boszorkányok
- Sławomir Mrożek: Emigránsok
- Shakespeare: Szentivánéji álom
- Zilahy Lajos: Fatornyok (Los Angelesben)
- Németh László: Papucshős

### Könyvei
- Álomsors. Versek; szerzői, Oradea, 1990
- Párizs almája (drámák, 1993)
- A bölcsek köve. Aforizmák; Vest, Oradea, 1999
- Dionegész lámpása (2001)
- Törvényhozók árnyékban (történelmi dráma, 2005)

### Emlékezete
Sírja a nagyváradi Rulikovszky köztemetőben van.